# فابالنينكاس
فابالنينكاس (بالإنجليزية: Vabalninkas) هي منطقة سكنية تقع في ليتوانيا في Biržai district municipality. يقدر عدد سكانها بـ 1,225 نسمة .